# Pitirim (Wołoczkow)
Pitirim, imię świeckie Pawieł Pawłowicz Wołoczkow (ur. 2 lutego 1961 w Niżnym, zm. 24 czerwca 2025) – biskup Rosyjskiego Kościoła Prawosławnego.

## Życiorys
Urodził się w Kraju Krasnodarskim, w rodzinie robotniczej. Po ukończeniu szkoły podstawowej został hipodiakonem i osobistym służką (kielejnikiem) arcybiskupa krasnodarskiego i kubańskiego Hermogena. Po odbyciu służby wojskowej, 23 grudnia 1982 został wyświęcony na diakona z inkardynacją do eparchii archangielskiej i chołmogorskiej. Jako diakon służył przez dwa lata w cerkwi Przemienienia Pańskiego w Ajkinie. W 1984 złożył wieczyste śluby zakonne i rozpoczął naukę w moskiewskim seminarium duchownym, w trybie zaocznym. Do 1987 łączył naukę z funkcją diakona w cerkwi Kazańskiej Ikony Matki Bożej w Syktywkarze. 1 marca 1987 biskup archangielski i chołmogorski Izydor) wyświęcił go na kapłana w cerkwi Wszystkich Świętych w Archangielsku. Hieromnich Pitirim został następnie skierowany do miasta Pieczora, gdzie organizował nową parafię prawosławną oraz żeński monaster Ikony Matki Bożej „Szybko Spełniająca Prośby”. Służył następnie w cerkwi w Ajkinie (ponownie), w cerkwi św. Łazarza w Oniedze oraz w cerkwi Wszystkich Świętych w Archangielsku. 20 września 1994 został przełożonym monasteru Trójcy Świętej i św. Stefana Permskiego w Ulianowie, podniesiony do godności ihumena. Kontynuował działalność misyjną na terenie republiki Komi. Od 6 października 1995 archimandryta.
8 października 1995 Święty Synod Rosyjskiego Kościoła Prawosławnego nominował go na biskupa syktywkarskiego i workuckiego. Uroczysta chirotonia miała miejsce 19 grudnia tego samego roku w soborze Objawienia Pańskiego w Moskwie. W 2005 uzyskał tytuł kandydata teologii za pracę dotyczącą najnowszej historii Rosyjskiego Kościoła Prawosławnego, obronioną na Kijowskiej Akademii Duchownej. Odznaczony w 2001 orderem Przyjaźni Narodów.
Był zdecydowanym przeciwnikiem ruchu ekumenicznego. W artykule opublikowanym na stronie eparchii syktywkarskiej i workuckiej w maju 2010 utożsamił prowadzenie dialogu międzyreligijnego z działalnością masonerii i stwierdził, że jedyną jego formą może być dążenie do nawrócenia chrześcijan innych wyznań na prawosławie.
W 2016 jego tytuł uległ zmianie na biskup syktywkarski i komi-zyriański w związku ze zmianą granic eparchii. W tym samym roku hierarcha został podniesiony do godności arcybiskupa.
Był członkiem Związku Pisarzy Rosji.
Zmarł w 2025. 